# جاك لوبيز
جاك لوبيز (بالفرنسية: Jacques Lopez)‏ (27 أبريل 1961 في فرنسا - ) هو لاعب كرة قدم فرنسي في مركز الدفاع. لعب مع أولمبيك مارسيليا ونادي ديجون ونادي شاتورو ونادي كان ونادي نيور.

## وصلات خارجية
- جاك لوبيز على موقع قاعدة بيانات كرة القدم.إي يو (الإنجليزية)